# Drepatelodes umbrilinea
Drepatelodes umbrilinea är en fjärilsart som beskrevs av William Schaus 1905. Drepatelodes umbrillinea ingår i släktet Drepatelodes och familjen silkesspinnare. Inga underarter finns listade i Catalogue of Life.